# 아스투리아스 공

아스투리아스 공의 문장

아스투리아스 공(스페인어: Príncipe de Asturias 프린시페 데 아스투리아스[*])는 스페인의 왕위 계승자를 부르는 공식 호칭이다. 여자인 경우에는 아스투리아스 여공(스페인어: Princesa de Asturias 프린세사 데 아스투리아스[*])라고 부른다.
영국의 웨일스 공, 프랑스의 도팽 드 프랑스와 같이 왕위 계승권을 강화한 체제를 본따, 1388년 바요나 조약을 통해 장차 왕위 계승자에게 아스투리아스 지방을 직속 영지로 주는 것이 결정되었다. 아스투리아스는 스페인 북서부의 지방으로 레콩키스타의 출발지이기도 하다.
초대 아스투리아스 공은 카스티야의 엔리케 3세였으며, 현재 이 직함을 갖고 있는 사람은 레오노르 데 보르본으로, 2014년 6월 19일, 아버지인 펠리페 6세의 왕령에 의해 이 명칭에 봉해졌다. 프란시스코 프랑코가 왕정 복고를 전제로 후안 카를로스를 후계자로 정했을 때에는 아스투리아스 공이 아니라, 스페인 공(Príncipe de España)이라는 칭호를 사용했다.
1981년부터 프린시페 데 아스투리아스 재단(Fundación Príncipe de Asturias)은 프린시페 데 아스투리아스상(Premios Príncipe de Asturias)을 수여한다. 이 상은 인문, 사회, 예술, 문학, 기술 과학, 국제 협력, 평화, 운동, 사회 모범 9개 부문에 걸쳐 국제적인 공헌을 한 개인이나 단체에게 주어지며, 매년 아스투리아스 지방의 중심 도시인 오비에도에서 수상식을 갖는다.

## 역대 프린시페&프린세사 데 아스투리아스
| 사진 | 이름 (생몰년)                                         | 상속 대상자                                 | 시작          | 끝            | 끝                                                                         |
| 사진 | 이름 (생몰년)                                         | 상속 대상자                                 | 시작          | 연도          | 사유                                                                       |
| ---- | ----------------------------------------------------- | ------------------------------------------- | ------------- | ------------- | -------------------------------------------------------------------------- |
|      | 엔리케 (Enrique, 1379년 ~ 1406년)                     | 후안 1세 (아버지)                           | 1388년        | 1390년        | 카스티야의 엔리케 3세 국왕으로 즉위함.                                     |
|      | 마리아 (María, 1401년 ~ 1458년)                       | 엔리케 3세 (아버지)                         | 1402년        | 1405년        | 남동생의 출생으로 인해 직위를 상실함.                                      |
|      | 후안 (Juan, 1405년 ~ 1454년)                          | 엔리케 3세 (아버지)                         | 1405년        | 1406년        | 카스티야의 후안 2세 국왕으로 즉위함.                                       |
|      | 카탈리나 (Catalina, 1422년 ~ 1424년)                  | 후안 2세 (아버지)                           | 1423년        | 1424년        | 사망.                                                                      |
|      | 레오노르 (Leonor, 1423년 ~ 1425년)                    | 후안 2세 (아버지)                           | 1424년        | 1425년        | 남동생의 출생으로 인해 직위를 상실함.                                      |
|      | 엔리케 (Enrique, 1425년 ~ 1474년)                     | 후안 2세 (아버지)                           | 1425년        | 1454년        | 카스티야의 엔리케 4세 국왕으로 즉위함.                                     |
|      | 후아나 (Juana, 1462년 ~ 1530년)                       | 엔리케 4세 (아버지)                         | 1462년        | 1464년        | 귀족들 간의 분쟁으로 인해 직위를 박탈당함.                                 |
|      | 알폰소 (Alfonso, 1453년 ~ 1468년)                     | 엔리케 4세 (이복형제)                       | 1464년        | 1465년        |                                                                            |
|      | 이사벨 (Isabel, 1451년 ~ 1504년)                      | 엔리케 4세 (이복형제)                       | 1468년        | 1470년        | 엔리케 4세에 의해 직위를 박탈당함.                                         |
|      | 후아나 (Juana, 1462년 ~ 1530년)                       | 엔리케 4세 (아버지)                         | 1470년        | 1474년        | 이사벨 1세의 추정상속인이 됨.                                              |
|      | 이사벨 (Isabel, 1470년 ~ 1498년)                      | 이사벨 1세 (어머니)                         | 1476년        | 1480년        | 남동생의 출생으로 인해 직위를 상실함.                                      |
|      | 후안 (Juan, 1478년 ~ 1497년)                          | 이사벨 1세 (어머니)                         | 1480년        | 1497년        | 사망.                                                                      |
|      | 이사벨 (Isabel, 1470년 ~ 1498년)                      | 이사벨 1세 (어머니)                         | 1498년        | 1498년        | 사망.                                                                      |
|      | 미겔 (Miguel, 1498년 ~ 1500년)                        | 이사벨 1세 (할머니)                         | 1499년        | 1500년        | 사망.                                                                      |
|      | 후아나 (Juana, 1479년 ~ 1555년)                       | 이사벨 1세 (어머니)                         | 1502년        | 1504년        | 카스티야의 후아나 1세 국왕으로 즉위함.                                     |
|      | 카를로스 (Carlos, 1500년 ~ 1558년)                    | 후아나 1세 (어머니)                         | 1504년        | 1516년        | 스페인의 카를로스 1세 국왕으로 즉위함.                                     |
|      | 펠리페 (Felipe, 1527년 ~ 1598년)                      | 카를로스 1세와 후아나 1세 (아버지와 할머니) | 1528년        | 1556년        | 스페인의 펠리페 2세 국왕으로 즉위함.                                       |
|      | 카를로스 (Carlos, 1545년 ~ 1568년)                    | 펠리페 2세 (아버지)                         | 1560년        | 1568년        | 사망.                                                                      |
|      | 페르난도 (Fernando, 1571년 ~ 1578년)                  | 펠리페 2세 (아버지)                         | 1573년        | 1578년        | 사망.                                                                      |
|      | 디에고 (Diego, 1575년 ~ 1582년)                       | 펠리페 2세 (아버지)                         | 1580년        | 1582년        | 사망.                                                                      |
|      | 펠리페 (Felipe, 1578년 ~ 1621년)                      | 펠리페 2세 (아버지)                         | 1584년        | 1598년        | 스페인의 펠리페 3세 국왕으로 즉위함.                                       |
|      | 펠리페 (Felipe, 1605년 ~ 1665년)                      | 펠리페 3세 (아버지)                         | 1608년        | 1621년        | 스페인의 펠리페 4세 국왕으로 즉위함.                                       |
|      | 발타사르 카를로스 (Baltasar Carlos, 1629년 ~ 1646년)  | 펠리페 4세 (아버지)                         | 1632년        | 1646년        | 사망.                                                                      |
|      | 펠리페 프로스페로 (Felipe Próspero, 1657년 ~ 1661년)  | 펠리페 4세 (아버지)                         | 1658년        | 1661년        | 사망.                                                                      |
|      | 카를로스 (Carlos, 1661년 ~ 1700년)                    | 펠리페 4세 (아버지)                         | 1661년        | 1665년        | 스페인의 카를로스 2세 국왕으로 즉위함.                                     |
|      | 루이스 (Luis, 1707년 ~ 1724년)                        | 펠리페 5세 (아버지)                         | 1709년        | 1724년        | 스페인의 루이스 1세 국왕으로 즉위함.                                       |
|      | 페르난도 (Fernando, 1713년 ~ 1759년)                  | 펠리페 5세 (아버지)                         | 1724년        | 1746년        | 스페인의 페르난도 6세 국왕으로 즉위함.                                     |
|      | 카를로스 (Carlos, 1716년 ~ 1788년)                    | 카를로스 3세 (아버지)                       | 1760년        | 1788년        | 스페인의 카를로스 4세 국왕으로 즉위함.                                     |
|      | 페르난도 (Fernando, 1784년 ~ 1833년)                  | 카를로스 4세 (아버지)                       | 1789년        | 1808년        | 스페인의 페르난도 7세 국왕으로 즉위함.                                     |
|      | 이사벨 (Isabel, 1830년 ~ 1904년)                      | 페르난도 7세 (아버지)                       | 1830년        | 1833년        | 스페인의 이사벨 2세 국왕으로 즉위함.                                       |
|      | 이사벨 (Isabel, 1851년 ~ 1931년)                      | 이사벨 2세 (어머니)                         | 1851년        | 1857년        | 남동생의 출생으로 인해 직위를 상실함.                                      |
|      | 알폰소 (Alfonso, 1857년 ~ 1885년)                     | 이사벨 2세 (어머니)                         | 1857년        | 1868년        | 어머니가 폐위당함.                                                         |
|      | 마누엘 필리베르토 (Manuel Filiberto, 1869년 ~ 1931년) | 아마데오 1세                                | 1871년        | 1873년        | 아버지가 퇴위함.                                                           |
|      | 이사벨 (Isabel, 1851년 ~ 1931년)                      | 알폰소 12세 (남동생)                        | 1875년        | 1880년        | 조카딸의 출생으로 인해 직위를 상실함.                                      |
|      | 메르세데스 (Mercedes, 1880년 ~ 1904년)                | 알폰소 12세 (아버지) 알폰소 13세 (남동생)   | 1880년 1886년 | 1885년 1904년 | 남동생의 출생으로 인해 직위를 상실함.                                      |
|      | 알폰소 (Alfonso, 1907년 ~ 1938년)                     | 알폰소 13세 (아버지)                        | 1907년        | 1933년        | 스페인 제2공화국의 수립으로 인해 직위를 상실함.                            |
|      | 후안 (Juan, 1913년 ~ 1993년)                          | 알폰소 13세 (아버지)                        | 1933년        | 1941년        | 스페인의 알폰소 13세 국왕에 의해 명목상 프린시페 데 아스투리아스로 추대됨. |
|      | 후안 카를로스 (Juan Carlos, 1938년 ~ )                | 후안 데 보르본 이 바텐베르그 (아버지)       | 1941년        | 1975년        | 1969년 프란시스코 프랑코에 의해 스페인의 왕위 계승자 칭호를 받음.          |
|      | 펠리페 (Felipe, 1968년 ~ )                            | 후안 카를로스 1세 (아버지)                  | 1975년        | 2014년        | 스페인의 펠리페 6세 국왕으로 즉위함.                                       |
|      | 레오노르 (Leonor, 2005년 ~ )                          | 펠리페 6세 (아버지)                         | 2014년        | 현재          |                                                                            |

## 같이 보기
- 아스투리아스
- 스페인의 군주